# 快傑のーてんき
『快傑のーてんき』（かいけつのーてんき）は、ダイコンフィルム製作による、自主制作実写作品名および作中に登場する変身ヒーロー名。

## 概要
1977年に東映が製作した特撮ヒーロー作品『快傑ズバット』をモチーフとしたパロディ作品であり、主人公である早川健を、同製作グループの中心人物であった武田康廣（現・ガイナックス統括本部長）が演じている。
モチーフとなった「快傑ズバット」自体、ニヒルな主人公が活躍する日活無国籍アクションのテイストを取り入れた異色作であったが、「のうてんき」ではそのストーリー展開を踏襲しつつ、ニヒルな役どころの主人公を愛嬌のある武田が脳天気なコスチュームで無理やり演じるという怪作である。

## 作品紹介
第一作のみ「のうてんき」と表記され、それ以降は「のーてんき」と長音の表記になる。
快傑のうてんき
1982年8月　8ミリフィルム　上映時間約15分
サブタイトルは「危うし少女、メカケの恐怖」
親友、飛鳥五郎を悪の組織"バッカー"に殺された探偵、早川健は、親友を殺した犯人に復讐するため流浪の旅を続ける。旅の途中で立ち寄った街でヤクザにからまれていたユリという少女を助けるが、彼女を妾にしようと狙っていた議員の黒川はバッカーの幹部であり、若竹組の沢村とナイフ使いの"ヤッパのジョー"を送り込んできた。早川はヤッパのジョーとの勝負には勝つものの、沢村の銃弾に襲われる。再びユリに危機が迫るが、バイク（実際は、スズキ・ジェンマ50というスクーターを改造したもの）に乗ったのうてんきが登場。悪を一掃し、街には再び平和が戻る。
- 当時、ダイコンフィルムでは1982年開催の日本SF大会「TOKON8」での上映に向け、「愛國戰隊大日本」や「帰ってきたウルトラマン マットアロー1号発進命令」といった本格的な特撮パロディーを製作していたが、その合間の息抜きとしてこの作品を作ったという経緯がある。
- 公式に「息抜き」と表現されるだけあり、ダイコンフィルムの他作品が大規模な製作体制と綿密な準備が行われたのに対し、本作品は比較してチープな出来となっている。また、丁度時間の取れたメンバーが製作に参加し、その場のノリで指揮を執るケースが多かったため、本作品では監督だけで12人もクレジットされている。
- ゼネラルプロダクツで販売された「DAICON FILM作品」のビデオソフトには、おまけ（現在の映像特典的な扱い）で、メインの作品のついでに本作品が収録されていた。

快傑のーてんき2 純愛港町篇
1984年3月　8ミリフィルム　上映時間約23分。
快傑のーてんきin USA
1984年6月　VTR　上映時間約9分。
ロールプレイングのーてんきin ソウル
1988年8月　VTR　上映時間不明。
- 同年開催の日本SF大会群馬大会「MiG-CON」のために上演された。
- ロールプレイングとうたってはいるが、実際はアドベンチャーゲーム方式で、ストーリーがある程度進行したところで選択肢があらわれ、客に選ばせた。選んだ展開次第ではのーてんきが死んでしまい。白髪白髭のキャラが現れ「死んでしまうとは情けない〜」ということで再度選択肢が与えられた。

## 登場キャラクター
怪傑のーてんき・早川 健（武田康廣）
親友の飛鳥五郎を殺したバッカー一味に復讐するため近畿圏内を旅して仇を探している。必殺技「のーてんフラッシュ」は使うほどにのーてんきの知性を消耗させるという設定となっていた。
飛鳥 五郎（岡田斗司夫）
早川健の親友。
早乙女 由香利
花売り娘。
M
バッカー幹部の一人。
ヤッパのジョー
Mの用心棒。
死神伯爵
バッカー幹部の一人。
ドクトル・マッド
死神伯爵の部下。メカのーてんきを開発。
霧隠悪衛門
死神伯爵の用心棒。巨大手裏剣を使う。
メカのーてんき
全身に武器を備え、手はロケットパンチ、ガウォークに変形する。のーてんきよりもコッテ牛3頭分強いが、おつむの程度はおなじ。

## 後日談
本作品主人公の「のーてんき」は映像作品を飛び出し、長年にわたり演者である武田康廣の第2の顔としてもてはやされている。そのため近年のSF系イベントなどでものうてんきのコスチュームで登場したり、自身のサインなどにものーてんきの似顔絵を入れている。2001年の日本SF大会では、ステージイベントのみではあるが愛娘と共に親子2代の「のーてんき」として登場し、場内の喝采を浴びた。またCS放送のチャンネルであるMONDO21の番組『侵略放送パンドレッタ』にも同コスチュームで登場し、ダイコンフィルム作品の紹介を行った。

## 漫画化
アニパロ誌、ファンロードの『今月の見たいもの&見せましょう』のコーナーにて読者から『桑田次郎調快傑のーてんき』が投稿され、のーてんき役の武田康廣が気に入り漫画化を熱望、マンガ・ファンロードにて『快傑のーてんき 荒野に燃ゆる薔薇』のタイトルで読み切り作品として掲載されている。本作品の作者の緋本こりんは、後に日本航空123便墜落事故の犠牲者となっている。

## 他作品への登場
1998年のテレビアニメ「彼氏彼女の事情」（製作・ガイナックス、監督・庵野秀明）11話Aパートにおいて女子高生のキャラクターが一瞬、のーてんきに変貌する。